# Charles Maupas
Charles Maupas (* Nach 1570 in Blois; † um 1625) war ein französischer Grammatiker.

## Leben
Von Maupas ist nicht sehr viel bekannt. Er entstammte einer Familie von Gold- und Silberschmieden. Er hatte einen Bruder namens Abel, der ebenfalls Gold- und Silberschmied wurde. Maupas selbst arbeitete als Chirurg. Er war verheiratet mit Sarah Duduict, die, wie er, Protestantin war. Neben zwei Töchtern hatte Maupas einen Sohn, Charles, der in die Fußstapfen seines Vaters trat und als Chirurg praktizierte und sich um die französische Grammatik verdient machte.
Maupas unterrichtete Ausländer wie beispielsweise George Villiers in der französischen Sprache. Seine Schriften richten sich dem Titel nach auch vornehmlich an Ausländer. Bei seinen Schriften handelt es sich um ein Hauptwerk, das immer im Abstand einiger Jahre grundlegend überarbeitet und erweitert wurde. Er starb noch vor Veröffentlichung der dritten Ausgabe, die dann sein Sohn in seinem Namen vornahm.

## Wirken
Maupas vereinheitlichte die Apostrophierung (beispielsweise aus si ainsi wird s’ainsi), was sich jedoch nicht durchgehend etablieren konnte (mon amie wurde nicht zu m’amie). In diesem Zuge systematisierte er auch die Schreibweise für Synkopen. Weiterhin legte er auch fest, dass das Adverb prinzipiell nach dem Substantiv verwendet wird. An seine Leser richtete er den Appell, man möge bei Eigennamen wie la ville de Paris die Präpositionen nutzen und nicht wie beim Latein nur urbs Lutetia schreiben. Maupas nahm sich des Problems an, dass Adjektive oft im Maskulin gebraucht wurden, auch bei weiblichem Subjekt. Dafür fand er eine einheitliche Regelung (beau/belle, jumeau/jumelle, felon/felonne, certain/certaine usw.).
Viele seiner damals aufgestellten Regeln haben Eingang in die französische Sprache gefunden und sind bis heute gültig. Seine Grammatik übte starken Einfluss auf die von Antoine Oudin aus.

## Werke
- Grammaire françoise contenant reigles très certaines et adresse très asseurée à la naïve connoissance & pur usage de nostre langue, en faveur des estrangers qui en seront désireux, Blois 1607, 386 Seiten

- Grammaire et syntaxe francoise contenant reigles bien exeactes & certaines de la prononciation, orthographe, construction & usage de nostre langue, en faveur des estrangiers qui en sont désireux, par Charles Maupas Bloisien, Orléans 1618,  Lyon 1623, Blois 1625, Rouen 1632, 360 Seiten, Genf 1973, Paris 1973  (englisch: A French Grammar and Syntaxe, Contayning most Exact and certaine Rules, for the Pronunciation, Orthography, Construction, and Use of the French Language. Written in French, by Ch. Maupas of Bloys. Translated into English, with many Additions and Explications, peculiarly usefull to us English, London 1934)